# Tamara Konstantínova
Tamara Fiódorovna Konstantínova (en ruso: Тамара Фёдоровна Константинова; Nigeriovo, 7 de noviembre de 1919 – Vorónezh, 28 de julio de 1999) fue una piloto de Ilyushin Il-2 y subcomandante de escuadrón en la Fuerza Aérea Soviética durante la Segunda Guerra Mundial. El 29 de junio de 1945, se la concedió el título de Héroe de la Unión Soviética. Su hermano, Vladímir Konstantínov, también fue galardonado con el título de Héroe de la Unión Soviética.

## Biografía

### Infancia y juventud
Tamara Konstantínova nació el 7 de noviembre de 1919 en el seno de una familia de campesinos rusos, en la pequeña localidad rural de Nigeriovo, en la gobernación de Tver de la RSFS de Rusia, pero pasó la mayor parte de su infancia en la ciudad de Kalinin, a donde se mudó su familia en 1924. En 1936, completó sus estudios en la escuela primaria (nueve grados), quería asistir a una escuela técnica, pero no podía pagarlo y tuvo que trabajar como alfabetizadora para mantener a su familia; su madre estaba muy enferma y su padre, un veterano de la Primera Guerra Mundial, murió de alcoholismo en 1937.
Trabajó como maestra de escuela y secretaria, por lo que fue asignada a la aldea de Skopin en el óblast de Riazán. Allí comenzó a entrenar en el club de vuelo de la asociación paramilitar OSOAVIAJIM (Unión de Sociedades de Asistencia para la Defensa, la Aviación y la Construcción Química de la URSS), donde conoció a Vasili Ivánovich Lazarev, un piloto. La pareja se casó y su hija Vera nació en 1938. Desde enero de 1940 hasta diciembre de 1941, trabajó como instructora de vuelo en el club de vuelo de Kalinin, después de lo cual se mudó a Bakú porque su esposo fue asignado al Departamento de Administración de Aviación Civil de Azerbaiyán. Después de que su esposo resultara gravemente herido en un accidente aéreo en septiembre de 1942, fue evacuado a la ciudad de Molotov (actual Perm), donde enviaron a Konstantinova para cuidarlo, hasta que murió en febrero de 1943.

### Segunda Guerra Mundial

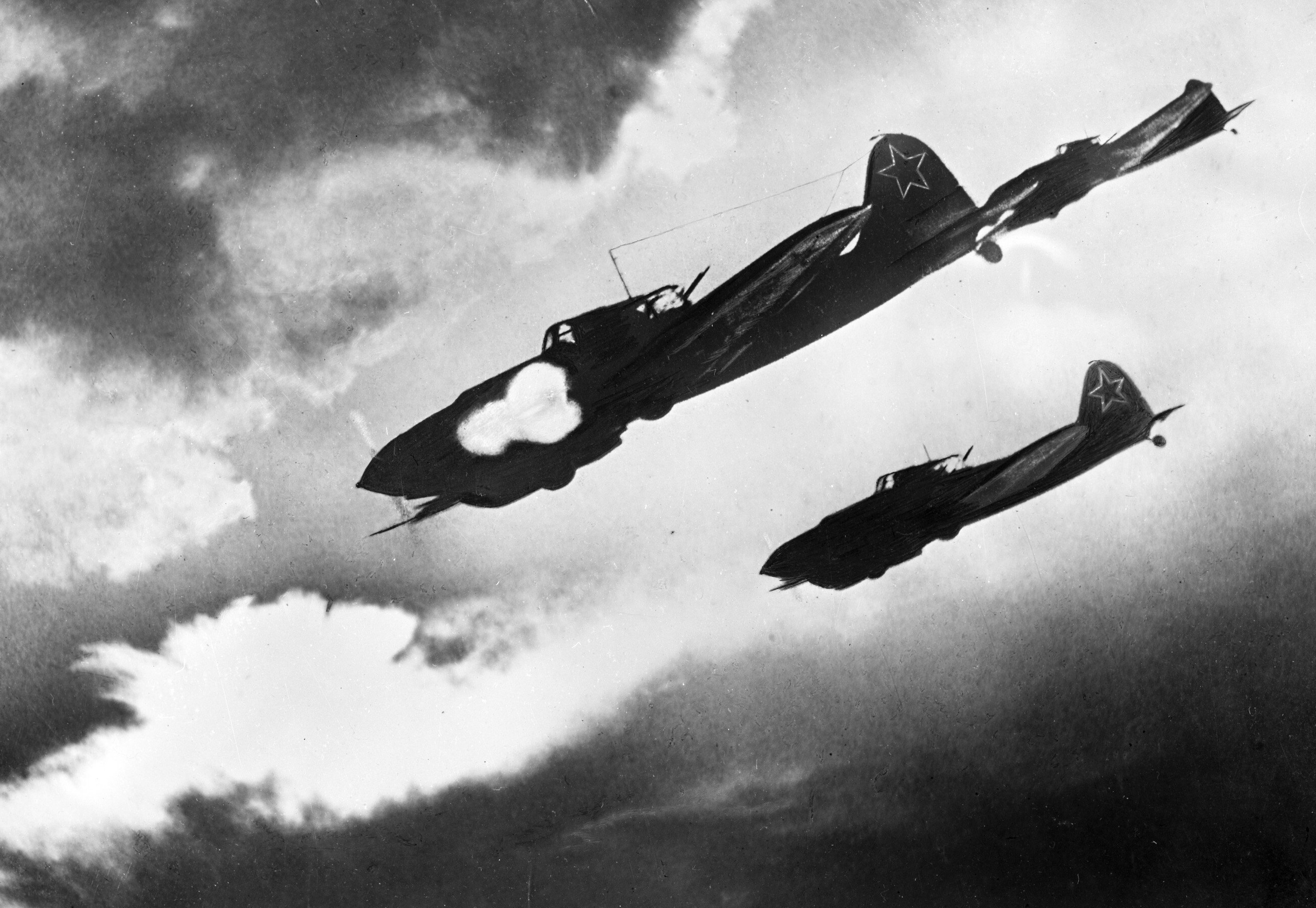
Aviones Ilyushin Il-2 soviéticos, similares a los que pilotó Tamara Konstantínova, atacan una columna alemana durante la batalla de Kursk

Poco después de enviudar, se unió voluntariamente al ejército. Al principio, fue asignada a una unidad de comunicaciones como conductora, pero debido a su experiencia de vuelo anterior, solicitó un traslado para servir como piloto, por lo que fue reasignada 554.º Escuadrón Independiente de Comunicaciones de Aviación en agosto de 1943. Permaneció en esta unidad hasta ser transferida al 386.º Regimiento de Aviación de Bombarderos Nocturnos en diciembre; allí realizó misiones de carga y bombardeo en un lento y anticuado biplano Po-2. Buscando un papel más aventurero en la guerra, solicitó ser entrenada para volar el avión de ataque a tierra Il-2; así que de mayo a julio de 1944, se entrenó en el 15.º Regimiento de Aviación de Entrenamiento Independiente del 13.º Ejército del Aire antes de ser enviada al 566.º Regimiento de Aviación de Asalto.
Inmediatamente después de concluir su periodo de entrenamiento comenzó a realizar salidas de combate en el Il-2 y poco después fue ascendida a comandante de vuelo en septiembre de 1944. Cuando fue nominada para el título de Héroe de la Unión Soviética el 15 de marzo de 1945 por realizar 66 salidas en el Il-2, había ascendido al puesto de subcomandante de escuadrón en el 999.º Regimiento de Aviación de Asalto. Al final de la guerra, había realizado 67 misiones en el Il-2, lo que contribuyó a una destrucción significativa de efectivos y el equipo del enemigo, además eliminó ocho cañones antiaéreos, dos tanques, cinco vagones de tren y varios otros objetivos militares.

### Posguerra
Después de la guerra, permaneció en servicio activo en el 999.º Regimiento de Aviación de Asalto, hasta septiembre de 1945, que ingresó a la reserva. En diciembre de 1946, se mudó a Vorónezh, donde trabajó como subdirectora de una facultad de derecho durante un año. Mientras aún estaba asignada a la facultad de derecho, comenzó a trabajar para la flota aérea civil como piloto en agosto de 1947, pero después de un accidente debido a las malas condiciones climáticas el 20 de diciembre de 1947 que la dejó con una lesión grave en la pierna, se dictaminó que no podía continuar volando.
En abril de 1948, se convirtió en miembro del Partido Comunista y en 1949, comenzó a trabajar como secretaria del comandante de la Fuerza Aérea del Distrito Militar de Vorónezh desde noviembre de 1949 hasta septiembre de 1951, luego como oficial ejecutiva del departamento de suministros de la fuerza aérea del distrito militar hasta junio de 1952. Desde entonces hasta 1955, ocupó varios puestos de liderazgo en una fábrica, después de lo cual se graduó de la Escuela Superior Regional del Partido de Vorónezh en 1959. Posteriormente, fue subdirectora del departamento de bienestar social de Vorónezh durante diez años.
Vivió el resto de su vida en Vorónezh, donde murió el 28 de julio de 1999 a la edad de 79 años y fue enterrada en el cementerio de Kominternovskoye.

## Condecoraciones
A lo largo de su carrera militar Tamara Konstantínova recibió las siguientes condecoraciones
|  | Héroe de la Unión Soviética (29 de junio de 1945)                                  |
|  | Orden de Lenin (29 de junio de 1945)                                               |
|  | Orden de la Bandera Roja, dos veces (2 de noviembre de 1944 y 19 de marzo de 1945) |
|  | Orden de la Estrella Roja (15 de julio de 1944)                                    |
|  | Orden de la Guerra Patria de 1.er grado (11 de marzo de 1985)                      |
|  | Medalla Conmemorativa por el Centenario del Natalicio de Lenin «Al valor militar»  |
|  | Medalla por la Victoria sobre Alemania en la Gran Guerra Patria 1941-1945          |
|  | Medalla por la Conquista de Königsberg                                             |